# Schietpartij op de luchthaven van Fort Lauderdale op 6 januari 2017
Op 6 januari 2017 vond een schietpartij op de luchthaven van Fort Lauderdale in de Amerikaanse staat Florida plaats. Bij de beschietingen kwamen vijf mensen om en raakten zes mensen gewond. De dader werd aangehouden.

## De aanval
Vroeg in de middag opende een man bij een van de bagageterminals van Fort Lauderdale-Hollywood International Airport het vuur met een semiautomatisch pistool (een 9mm Walther PPS), dat hij in zijn bagage had meegenomen en op een toilet op de luchthaven had geladen. Hij schoot in het rond en raakte mensen in de terminal, anderen vluchtten naar buiten. Hij wist vijf mensen dodelijk te treffen en zes te verwonden. Anderen raakten gewond in de paniek die ontstond. Het schieten duurde ruim een minuut en hield pas op toen de munitie van het pistool op was.

## Aanhouding
Toen de dader was opgehouden met schieten, gooide hij zijn wapen aan de kant en ging hij in de hal op de grond liggen met zijn armen gespreid. Hij kon door veiligheidsagenten worden gearresteerd. Hierbij werd niet geschoten of ander geweld gebruikt. 's Avonds werd hij door agenten van de FBI ondervraagd.

## De dader

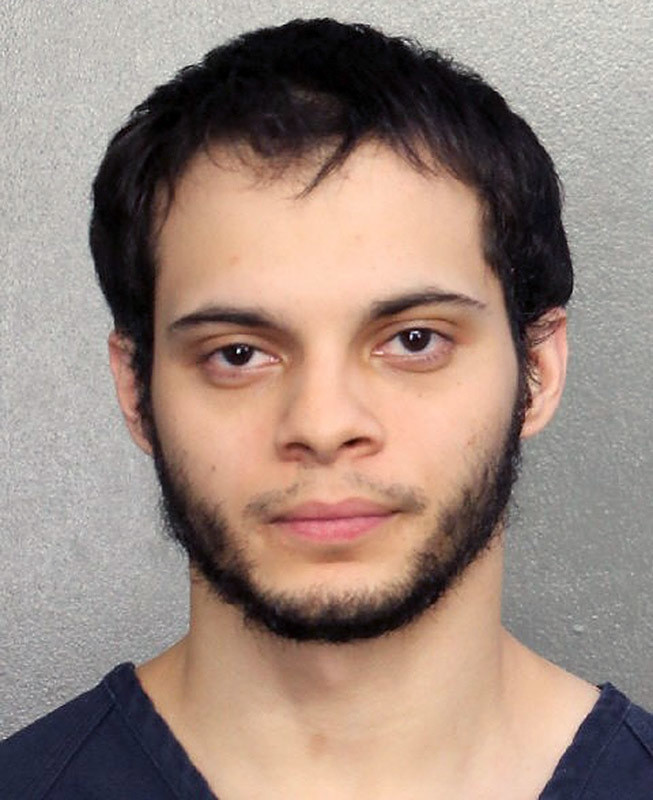
Politiefoto van Santiago, genomen op de dag na de schietpartij

De aangehouden persoon werd geïdentificeerd als de 26-jarige Esteban Santiago, een inwoner van Anchorage, die op de dag van de aanval met een vlucht vanuit Alaska in Florida was aangekomen. Hij droeg een militair identiteitsbewijs bij zich. Hij zou een Irakveteraan zijn, die eerder psychische problemen had gehad en bij de Alaska Army National Guard was ontslagen vanwege onvoldoende presteren. Hij had zich ook bij de FBI in zijn woonplaats gemeld met de boodschap dat hij stemmen in zijn hoofd hoorde die hem aanzetten tot geweld, en hij verklaarde dat hij een aanslag zou kunnen plegen. Hij had zich psychisch laten onderzoeken en er was een handwapen van hem afgenomen, maar dat werd later aan hem teruggegeven. Bij het verhoor in Florida vertelde hij dat hij een enkele reis naar Fort Lauderdale had geboekt met het oogmerk de aanslag te plegen.

## Vervolging en straf
Santiago werd aanvankelijk in verdenking gesteld van in ieder geval drie misdaden. Op 26 januari 2017 werd hij door een federale aanklager voor 22 misdaden aangeklaagd, die hij aanvankelijk alle ontkende. Op 23 mei 2018 legde hij een gedeeltelijke bekentenis af. In mei 2018 bleek al dat hij een levenslange gevangenisstraf riskeerde. In augustus dat jaar kreeg hij vijfmaal levenslang plus 120 jaar gevangenisstraf.